# Jani Liimatainen
Jani Liimatainen (* 9. September 1980 in Kemi, Finnland) ist ein finnischer Gitarrist.

## Sonata Arctica
Liimatainen gehört zu den Gründungsmitgliedern der Power-Metal-Band „Sonata Arctica“, die 1996 unter dem Namen „Tricky Beans“ entstand. Zwar nahm er in jungen Jahren einige Gitarrenstunden, den Großteil seiner Technik brachte er sich jedoch selbst bei. Als er mit etwa 12 Jahren anfing, Gitarre zu spielen, wurde er von „Guns N’ Roses“-Gitarrist Slash und Kirk Hammett („Metallica“) inspiriert. Heute bezeichnet er Yngwie Malmsteen, Steve Vai und vor allem John Petrucci („Dream Theater“) als seine größten musikalischen Einflüsse. Dazu gehören ebenso Disturbed, Dream Theater und Metallica.
Liimatainen spielt Ibanez-Gitarren (unter anderem die Modelle Custom Shop RG, Custom Shop Destroyer, RG2120XTB, RG 1527CB, USA CUSTOM RG "Street Wise", RG560 und die JPM P4).

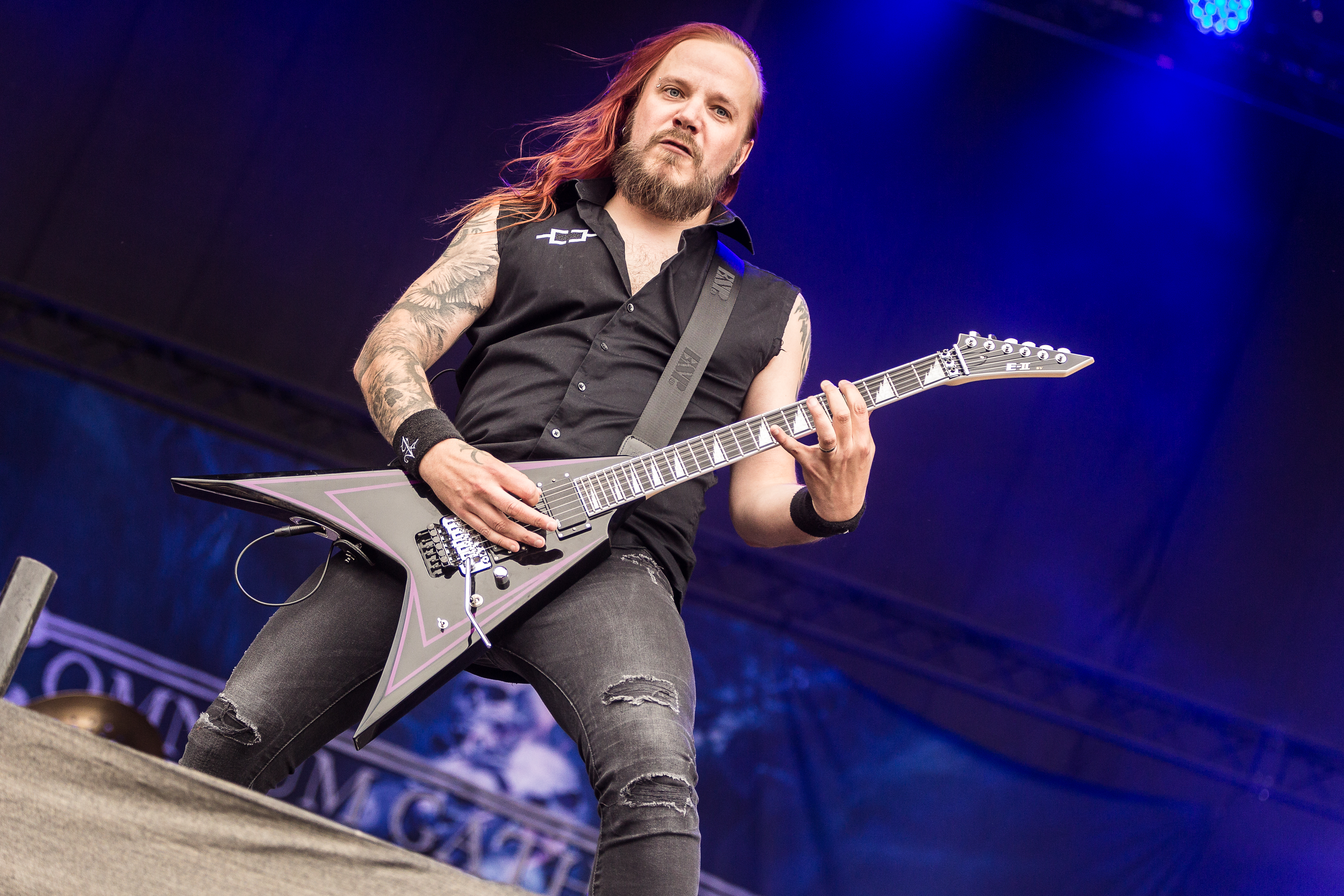
Jani Liimatainen, Rockharz 2019

Von 2004 an beteiligte er sich auch am Songwriting bei seiner Hauptband „Sonata Arctica“. So stammen die Titel My Selene auf dem Album Reckoning Night und das Intro Prelude for Reckoning, welches u. a. auf dem Live-Album und der Live-DVD For the Sake of Revenge zu finden ist, komplett aus seiner Feder.
Im August 2007 gab Sonata Arctica bekannt, sich von Liimatainen getrennt zu haben. Als Nachfolger wurde Elias Viljanen vorgestellt.

## Cain’s Offering
Im Frühjahr 2009 gab Liimatainen auf seiner Myspace-Seite seine neue Band Cain’s Offering bekannt, wo u. a. Stratovarius-Sänger Timo Kotipelto, sowie Ex-Sonata-Arctica-Keyboarder Mikko Härkin Platz gefunden haben.
Das erste Album Gather the Faithful erschien im Sommer 2009. Die Musik und die Texte stammen komplett von Liimatainen.

## Nebenprojekte
Im Jahr 2000 ergänzte er als Gitarrist und Keyboarder zusammen mit Emppu Vuorinen („Nightwish“) die finnische Power-Metal-Band „Altaria“, für die er auch einige Songs schrieb: Unchain the Rain und Falling Again, die beide auf dem Album Divinity zu finden sind. Ende Juni 2005 verließ Jani Altaria aufgrund seiner Verpflichtungen gegenüber Sonata Arctica.
Liimatainen hat ein Nebenprojekt mit dem Keyboarder von Sonata Arctica, Henrik Klingenberg, mit dem Titel „Graveyard Shift“. Weiters ist er in den Bands Dream Asylum und Sydänpuu tätig; bei letzterer unter dem Künstlernamen "Allan Anderssén". Für die Nachwuchsband Sturm & Drang schrieb er unter anderem das Lied The River Runs Dry für ihr neues Album Rock'n Roll Children und spielte auch einige Soli ein.
Er tritt mit Stratovarius-Frontmann Timo Kotipelto in finnischen Clubs auf und covert zahlreiche Rock- und Metal-Klassiker nur mit akustischer Gitarre und Kotipeltos Gesang. 2012 erschien ihr Album Blackoustic, auf welchem Lieder von Stratovarius, Deep Purple, The Who, Sonata Arctica uvm. gecovert wurden.
Auch war er am Stratovarius-Album Nemesis beteiligt, für das er bei zwei Songs (Out of the Fog, If the Story Is Over) Teile zum Text und zur Musik beitrug. Im Song If the Story Is Over spielt er die Akustik-Gitarre. Auf dem darauffolgenden Album  Eternal übernahm er, zusammen mit Kotipelto, bei einigen Songs das Songwriting. Auch beim 2022 erschienenen Album Survive ist er bei fast allen Songs als Songwriter aufgeführt. 
Zusammen mit der ehemaligen Nightwish-Sängerin Anette Olzon veröffentlichte er zwei Alben unter dem Bandnamen The Dark Element.
Von Juli 2019 bis Februar 2024 war er Mitglied der finnischen Melodic-Death-Metal-Band Insomnium.

## Diskografie

### Solo
- 2022: My Father’s Son

### Mit Sonata Arctica
- 1999: Ecliptica [Remastered in 2008]
- 2001: Silence [Remastered in 2008]
- 2002: Songs of Silence – Live in Tokyo
- 2003: Winterheart’s Guild
- 2004: Reckoning Night
- 2005: The End of This Chapter (Best-of)
- 2006: For the Sake of Revenge
- 2006: The Collection 1999–2006 (Best-of)
- 2007: Unia
- 2008: Deliverance (Bootleg-Kompilation mit Coverversionen, seltenen Liedern und Single-Versionen)

### Mit Altaria
- 2001: Sleeping Visions (Demo)
- 2002: Feed the Fire (Demo)
- 2003: Invitation
- 2004: Divinity

### Mit Timo Kotipelto
- 2013: Blackoustic

### Mit The Dark Element
- 2017: The Dark Element (The Dark Element featuring Anette Olzon & Jani Liimatainen)
- 2019: Songs the Night Sings

### Gastauftritte
- 2003: Celesty – Reign of Elements
- 2004: Janne Hurme – Unelmien Valtatie
- 2004: Human Temple – Insomnia
- 2009: Sturm und Drang – Rock ’n’ Roll Children
- 2013: Stratovarius – Nemesis

### Unveröffentlichte Bandbeiträge
- Dream Asylum
- Graveyard Shift
- Neverday
- Sydänpuu
- DJ Penetrator

### Mit Cain’s Offering
- 2009: Gather the Faithful
- 2015: Stormcrow